# Anker (søfart)
 For alternative betydninger, se Anker. (Se også artikler, som begynder med Anker)
Et anker er et redskab til fastgøre et skib eller en båd til et vandområdes bund.
Desuden findes drivankre, der driver efter et skib og virker ved at bremse skibets fart i vandet. Ofte anvendes et drivanker for at holde stævnen op mod vinden i perioder, hvor skibet mangler fremdrift.

## Forskellige ankertyper
- Stok-anker
- Bov-anker
- Bruce-anker
- CQR-anker
- Halls-anker
- Dræg-anker
- Martins-anker
- Mercator-anker
- Patent-anker
- Porters-anker
- Rocna-anker
- Skål-anker